# SBB Historic
Фонд історичної спадщини SBB (нім. Stiftung Historisches Erbe der SBB; фр. Fondation pour le patrimoine historique des CFF; італ. Fondazione per il patrimonio storico delle FFS) під торговою маркою SBB Historic є приватною юридичною організацією з юридичною адресою в Erstfeld UR та офісом у Віндіші. Фонд збирає історично цінні експонати та файли з історії швейцарської залізниці (SBB) та робить їх доступними для широкого загалу.

## Історія

Фото XIX століття: залізничний міст через Гешенерройсс

Невдовзі після заснування Швейцарська федеральна залізниця планувала побудувати залізничний музей, щоб зробити наявні історично цінні транспортні засоби та інші залізничні об’єкти доступними для громадськості. Після тривалих дискусій у 1918 році в офісній будівлі Цюрихського вантажного вокзалу на Хольштрассе було відкрито невеликий залізничний музей. Коли в 1950-х роках став очевидним інтерес до національного музею транспорту, SBB також долучилася до планування та нарешті позичила колекцію Швейцарській асоціації музею транспорту. Спочатку був запланований Verkehrshaus у Цюріху, але відповідного місця знайти не вдалося. Саме тому його нарешті відкрили в Люцерні в 1959 році.
Головні залізничні майстерні та локомотивні депо СББ (SBB) в основному відповідали за обслуговування та підтримку працездатності транспортних засобів. Там локомотиви та вагони обслуговувалися персоналом цеху та машиністами, деякі з яких були безоплатними послугами.
Перетворення СББ в акціонерне товариство в 1999 році започаткувало далекосяжний процес реструктуризації. Концентруючись на основних компетенціях та оптимізації витрат, SBB заснував у 2001 році приватно-правовий фонд «Історична спадщина SBB», або скорочено «SBB Historic», і зберігав експонати у ньому.
У 2015 році SBB Historic переїхала з Берна в будівлю колишнього складу матеріалів SBB на південній стороні станції Бругг.

## дотове майно

### Бібліотека
Спеціалізована бібліотека відкрита для публіки та є частиною інформаційної мережі «Німецька Швейцарія Базель Берн». Вона містить понад 30 000 книг на тему залізниць і транспорту, 300 поточних та історичних журналів, а також усі розклади руху з початку епохи залізниць у Швейцарії.

### Архіви
Архіви включають історичний архів, фотоархів, кіно- та відеоархів та архів Swiss Locomotive and Machine Works (SLM). Фонди включають близько 3000 погонних метрів історичних документів SBB та залізниць, які були її попередниками. Тут також близько 450 000 фотографій і слайдів, близько 6 500 історичних кіно- та відеодокументів, а також понад 100 000 планів будівництва локомотивів та багато інших цінних джерел історії залізниці.
У 2018 році архіви Швейцарського локомотивного та машинобудівного заводу (SLM) були перевезені з Вінтертура до Віндіша.

### Колекції
Колекції документують історію залізниць у Швейцарії. Центральними центрами є колекція плакатів, колекції залізничних ліхтарів, музичних автоматів і моделей транспортних засобів у масштабі 1:10, колекція залізниць і колекція мистецтва. Об’єкти колекції перераховані на сайті www.sbbarchiv.ch, а платформа колекції www.sbbhistoric.ch/de/plattform надає огляд колекцій, пов’язаних з історією залізниці, доступних у Швейцарії.

Страйкарі та барикади на залізничній станції Grenchen Süd під час державного страйку

### Онлайн-досьє
У 2018 році було розпочато публікацію оцифрованих фотографій і файлів із вибраних фондів як онлайн-досьє, починаючи з державного страйку 1918 року.

### Локомотиви
Фонд включає близько дванадцяти паровозів, більше 24 електровозів і вагонів і один тепловоз. Більшість із 174  транспортних засобів станом на кінець 2011 року є керованими, їх можна орендувати або виставити в Швейцарському музеї транспорту в Люцерні.

#### паровози
- SBB A 3/5 705
- SBB B 3/4 1367
- SBB C 5/6 2978

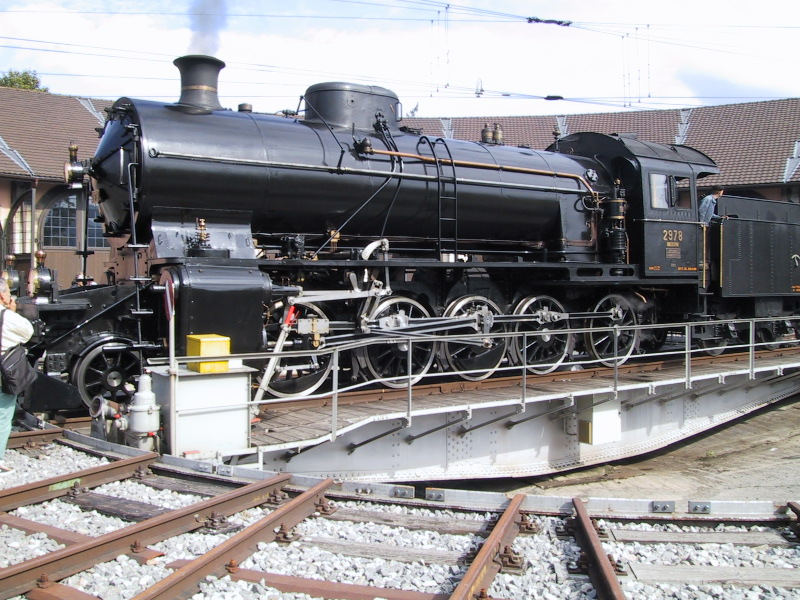
SBB C 5/6 2978 у Дельсберзі

- SBB D 1/3 Реконструкція Ліммата так званого (Brötli-Bahn)
- SBB Eb 2/4, позначений як JS A2 35
- SBB Eb 3/5 5819
- SCB Ed 2x2/2 196 (Mallet Locomotive)
- SCB Ec 2/5 28 Женева
- SBB Ec 3/3 5

#### електровози
- SBB FC 2x2/2 12102
- SBB Ae 3/5 10217
- SBB Ae 3/6 I 10650
- SBB Ae 3/6 I 10664
- SBB Ae 3/6 I 10700
- SBB Ae 3/6 II 10439
- SBB Ae 3/6 III 10264
- SBB Ae 4/7 10905
- SBB Ae 4/7 10976
- SBB Ae 6/6 11401, на довгостроковій виставці в Bahnverkehrsgesellschaft Stuttgart в Горб-ам-Неккар.
- SBB Ae 6/6 11402
- SBB Ae 6/6 11407, здано в довгострокову оренду клубу “Мікадо 1244”.
- SBB Ae 6/6 11411
- SBB Ae 6/6 11416
- SBB Ae 6/6 11418, на довгостроковій виставці в Galliker Transport AG
- SBB Ae 6/6 11421
- SBB Ae 6/6 11425
- SBB Ae 6/6 11456
- SBB Ae 8/14 11801
- SBB Be 4/6 12320
- SBB Be 4/7 12504
- SBB Be 6/8 III 13302 Паровоз Крокодил
- SBB Ce 6/8 II 14253 Локомотив Крокодил
- SBB Ce 6/8 III 14305 Локомотив Крокодил
- SBB Re 4/4 I 10001
- SBB Re 4/4 I 10044

#### залізничний вагон
- UeBB CZm 1/2 31
- SBB BDe 4/4 1643
- SBB BDe 4/4 1646
- SBB De 4/4 1679
- SBB Deh 4/6 916
- SBB RAe 2/4 203 Червона стріла
- SBB RAe 2/4 1001 Червона стріла
- SBB RAe TEE II 1053
- SBB RBe 4/4 540 020
- SBB RBe 4/4 540 052
- SBB RBe 4/4 540 069

#### тепловоз
- SBB Bm 4/4 II 18451

### автомобіль
У фонді також є різноманітні історичні вагони різних епох, які разом із паровозами можна використовувати для створення історично достовірних композицій.

### інші експонати
Окрім рухомого складу, SBB Historic володіє іншими рухомими об’єктами з історії SBB, такими як вражаюча колекція залізничних ліхтарів та унікальна кількість колишніх музичних шкатулок зі станцій.

## Події
Щоб мати можливість представити активи фонду, SBB Historic регулярно бере участь у таких заходах, як виставки, публічні поїздки та паради.

## Історичні атракціони
SBB Historic пропонує щорічну змінну програму спеціальних поїздок на історичному рухомому складі. Також є можливість найняти історичні екстра-поїзди та чартерні поїздки для ділових заходів, а також клубних або сімейних прогулянок.

## Зустріч поїзда Інтерлакен
З 2004 по 2008 рік SBB Historic разом з Genossenschaft Modelleisenbahntreff управляв в Інтерлакені виставкою (1200 м²) під назвою Bahn-Treff, яка демонструвала експонати 100-річної історії залізниці. Крім того, можна було побачити близько дванадцяти макетів залізниць відомих і вражаючих швейцарських маршрутів.